# Haliporus curvirostris
Haliporus curvirostris är en kräftdjursart som beskrevs av Charles Spence Bate 1881. Haliporus curvirostris ingår i släktet Haliporus och familjen Solenoceridae. Inga underarter finns listade i Catalogue of Life.